# Tipula laetabunda
Tipula laetabunda är en tvåvingeart som beskrevs av Alexander 1961. Tipula laetabunda ingår i släktet Tipula och familjen storharkrankar. Inga underarter finns listade i Catalogue of Life.